# 弗雷德里克·迪富尔
弗雷德里克·迪富尔（法語：Frédéric Dufour，1976年2月2日—），法国男子赛艇运动员。他曾代表法国参加2004年和2008年夏季奥林匹克运动会赛艇比赛，其中2004年奥运会获得一枚银牌。